# Rue Belle-Image
Pour l’article homonyme, voir Rue de la Belle-Image.
La rue Belle-Image est une voie de Nantes, en France.

## Situation et accès
Située dans le centre-ville de Nantes, la rue Belle-Image, qui relie la rue du Bouffay à la place Sainte-Croix, ne croise aucune autre voie. Elle est pavée et fait partie de la zone piétonnière du Bouffay.

## Origine du nom
On ignore réellement l'origine du nom de la rue, mais Édouard Pied émet l'hypothèse au fait qu'elle ferait probablement référence à l'enseigne d'une hôtellerie qui s'y trouvait déjà à une époque ancienne.

## Historique
La rue séparait naguère l'église Sainte-Croix du chevet de l'église Saint-Saturnin, fermée en 1784 et démolie quelques années plus tard.
Jusqu'en 1848, la tour du Bouffay se dressait, à l'intersection des rues Belle-Image et du Bouffay, sur l'une des tours nord du château du Bouffay qui occupait le côté sud de la rue du Bouffay.